# Samba mambo
Singles de France Gall
Comment lui dire
(1976) Ça balance pas mal à Paris
(1976)
Pistes de France Gall (1976)
La Déclaration d'amour
(5) Big Fat Mama
(7)
Samba mambo est une chanson interprétée par France Gall et écrite par Michel Berger. Elle est parue sur l'album France Gall ainsi qu'en face B du 45 tours Comment lui dire, sortis en janvier 1976.

## Développement et composition
Samba mambo a été écrite et composée par Michel Berger.

## Liste de titres
Toutes les chansons sont écrites et composées par Michel Berger.
| 1. | Comment lui dire | 3:30 |
| 2. | Sambo mambo      | 2:35 |

## Classement hebdomadaire
| Classement (1976)                       | Meilleure position |
| --------------------------------------- | ------------------ |
| Belgique (Wallonie Ultratop 50 Singles) | 17                 |

## Historique de sortie
| Pays   | Date         | Face A           | Face B      | Format                | Label    | Réf.  |
| ------ | ------------ | ---------------- | ----------- | --------------------- | -------- | ----- |
| France | 1975         | Comment lui dire | Samba mambo | 45 tours promotionnel | Atlantic | [ 3 ] |
| France | janvier 1976 | Comment lui dire | Samba mambo | 45 tours              | Atlantic | ,     |
| Canada | janvier 1976 | Comment lui dire | Samba mambo | 45 tours              | Atlantic | [ 3 ] |

## Adaptations
Samba mambo a été adapté dans plusieurs langues :
- 1977 : la chanteuse bulgare Margarita Hranova (en) reprend la chanson en bulgare, sous le titre Samba (Самба) et qui paraît sur son deuxième album Romantika (Романтика)[4] ;
- 1978 : la chanteuse finlandaise Päivi Kautto-Niemi (fi) reprend la chanson en finnois sous le titre original. Elle paraît sur son deuxième album Sun luokses jään[4].

### Note
1. ↑  Entretien de France Gall avec le journaliste Richard Cannavo et références dans le livret de son intégrale Évidemment sortie en 2004.